# BNL Football League
Die BNL Football League, anfangs nur unter dem Kürzel BNL, war eine American-Football-Liga für Teams aus Belgien und den Niederlanden, sowie theoretisch auch aus Luxemburg.
Die Liga startete 2022 mit vier niederländischen und zwei belgischen Teams. 2023 wurde zusätzlich im Herbst die Juniorenliga BNL Juniors ausgetragen. 2024 war die BNL offizieller gemeinsamer Wettbewerb des niederländischen und des belgischen Verbandes.
Alle drei Meisterschaften gewannen die Amsterdam Crusaders. Nach der Saison 2024 wurde die Liga eingestellt, die Mannschaften kehrten in ihre nationalen Ligen zurück.

## Geschichte

### Gründung
Die Gründung der BNL wurde vom O-Line-Coach der Amsterdam Crusaders, René Barens, initiiert. Die Crusaders sind mit 20 Titeln mit Abstand Rekordmeister der Niederlande. Aufgrund der herausragenden Stelle versuchten die Crusaders schon zuvor, über die nationale Liga hinaus zu agieren. So nahm man beispielsweise 1994/95 an der (A)FLE teil, zeitweise verzichte man auf den Start in der nationalen Liga und spielte nur im Europapokalwettbewerb EFL und in Freundschaftsspielen. 2020 kam es erneut zu Spannungen zwischen den Crusaders und dem niederländischen Verband AFBN. Im Zusammenhang mit der Covid19-Pandemie änderte der AFBN die Spielplangestaltung der Eredivisie, so dass sich die Saison 2021/22 über sechs Monate mit langen Pausen zwischen den Spielen hinzieht, sehr zum Unmut der Crusaders.
In Belgien kam es 2021 Streitigkeiten zwischen den Clubs und der Verband BAFL, nachdem ein Halbfinalspiel abgebrochen wurde und das Finale Belgian Bowl von einer Seite boykottiert wurde.
Nachdem es bereits seit 2020 lose Kontakte gegeben hatte, schlossen sich vier niederländische und zwei flämisch-belgische Mannschaften zusammen, um die BNL zu gründen. Zur Saison 2023 sollte die Liga auf zehn Mannschaften aufgestockt werden. Im Bereich Marketing will sich die BNL an der European League of Football (ELF) orientieren. Im Gegensatz zur ELF verbleiben die Vereine der BNL aber Mitglied ihrer jeweiligen Landesverbände.
Die Liga wurde vom BAFL unterstützt, der AFBN wollte später über seine Haltung zur Liga entscheiden. Die Spiele der Liga wurden 2022 auf More Than Sports TV übertragen. Das Finale der Pilotsaison 2022 fand am 11. Juni 2022 im belgischen Beringen statt. Dabei gewannen die Amsterdam Crusaders mit 38:26 gegen die Limburg Shotguns.
Zur Saison 2023 wurden zwei weitere belgische Mannschaften in die Liga aufgenommen. Da sich der AFBN noch nicht zur BNL positioniert hatte, zogen außer den Crusaders alle niederländischen Teams zurück. Mit fünf Teilnehmern startete die Liga am 4. März 2023. Das Finale am 1. Juli 2023 in Amsterdam gewannen erneut die Amsterdam Crusaders. Finalgegner waren die Brussels Black Angels, die die reguläre Saison auf Platz 1 abgeschlossen hatten.
In der Saison 2024 kamen die Rotterdam Trojans als zweites niederländisches Team hinzu. Die Brussels Tigers ersetzen die Ghent Gators. Während der Saison wurden die Limburg Shotguns ausgeschlossen. Die beiden niederländischen Teams dominierten die Saison, wobei die Trojans die reguläre Saison gewannen. Die beiden Niederländer standen sich auch im Finale gegenüber, wobei die Crusaders zum dritten Mal die Meisterschaft gewinnen konnten.
Nachdem mit den Shotguns einer der beiden Initiatoren weggefallen war, löste sich die Liga auf.

## Modus
Die Mannschaften spielen zuerst ein Rundenturnier, in dem jeder gegen jeden antritt.  Am Anschluss wird der Sieger im K.-o.-System ermittelt.  In der ersten Saison trafen die Teams nur einmal aufeinander, während in der zweiten Saison jede Paarung mit Hin- und Rückspiel ausgetragen wurde.  Auch die Anzahl der Play-off-Teilnehmer variierte.  Waren 2022 noch vier Teams qualifiziert, spielten 2023 und 2024 nur drei Teams den Sieger aus.

## Mannschaften
|             |                       | 2022                        | 2023                        | 2024                        |
| ----------- | --------------------- | --------------------------- | --------------------------- | --------------------------- |
| Niederlande | Amsterdam Crusaders   | Grünes Häkchensymbol für ja | Grünes Häkchensymbol für ja | Grünes Häkchensymbol für ja |
| Niederlande | Hilversum Hurricanes  | Grünes Häkchensymbol für ja |                             |                             |
| Niederlande | Groningen Giants      | Grünes Häkchensymbol für ja |                             |                             |
| Niederlande | Arnhem Falcons        | Grünes Häkchensymbol für ja |                             |                             |
| Niederlande | Rotterdam Trojans     |                             |                             | Grünes Häkchensymbol für ja |
| Belgien     | Limburg Shotguns      | Grünes Häkchensymbol für ja | Grünes Häkchensymbol für ja | Grünes Häkchensymbol für ja |
| Belgien     | Kasteel Nitro’s       | Grünes Häkchensymbol für ja | Grünes Häkchensymbol für ja | Grünes Häkchensymbol für ja |
| Belgien     | Brussels Black Angels |                             | Grünes Häkchensymbol für ja | Grünes Häkchensymbol für ja |
| Belgien     | Ghent Gators          |                             | Grünes Häkchensymbol für ja |                             |
| Belgien     | Brussels Tigers       |                             |                             | Grünes Häkchensymbol für ja |

| Saison | Teams  | Teams   | Teams       |
| Saison | Gesamt | Belgien | Niederlande |
| ------ | ------ | ------- | ----------- |
| 2022   | 6      | 2       | 4           |
| 2023   | 5      | 4       | 1           |
| 2024   | 6      | 4       | 2           |

## Finalspiele
| Datum         | Finalort                    | Champion            | Finalist              | Ergebnis |
| ------------- | --------------------------- | ------------------- | --------------------- | -------- |
| 11. Juni 2022 | Mijnstadion, Beringen       | Amsterdam Crusaders | Limburg Shotguns      | 38:26    |
| 1. Juli 2023  | Sportpark Sloten, Amsterdam | Amsterdam Crusaders | Brussels Black Angels | 17:70    |
| 6. Juli 2024  | Sportcomplex Evere, Brüssel | Amsterdam Crusaders | Rotterdam Trojans     | 38:14    |

## BNL Junior Championship
| Datum             | Spielort | Champion      | Finalist        |      |
| ----------------- | -------- | ------------- | --------------- | ---- |
| 18. November 2023 | Brüssel  | Izegem Tribes | Brussels Demons | 42:6 |